# Port-au-Prince (arrondissement)
 Denne artikel omhandler et arrondissement i Haiti, der hedder Port-au-Prince. Opslagsordet har også en anden betydning, se Port-au-Prince.
Port-au-Prince er et arrondissement i Ouestprovinsen i Haiti. Provinsen har 2.109.516 indbyggere.  og postnumrene i arrondissementet starter med 61

## Jordskælvet i 2010
Den 12. januar fandt der et jordskælv sted i arrondissementet med det styrke på 7,0 på richterskalaen – det største i Haiti i to århundrede.  . Byen Port-au-Prince led mest skade ved jordskælvet og det vurderes, at op til 50.000 mennesker mistede livet. I Pétionville ødelagde jordsælvet et hospital i byen.  I Carrefour blev halvdelen af alle bygninger ødelagt.  
I Gressier med omkring 25.000 indbyggere blev 40-50% af bygningerne ødelagt, heriblandt politistationen